# Сарново (Ліпновський повіт)
Сарново (пол. Sarnowo, нім. Rehgart) — село в Польщі, у гміні Скемпе Ліпновського повіту Куявсько-Поморського воєводства.
Населення — 98 осіб (2011).
У 1975-1998 роках село належало до Влоцлавського воєводства.

## Демографія
Демографічна структура станом на 31 березня 2011 року:
|          | Загалом | Допрацездатний вік | Працездатний вік | Постпрацездатний вік |
| -------- | ------- | ------------------ | ---------------- | -------------------- |
| Чоловіки | 50      | 11                 | 30               | 9                    |
| Жінки    | 48      | 5                  | 31               | 12                   |
| Разом    | 98      | 16                 | 61               | 21                   |